# Fatepur P.Talikoti, Muddebihal
Fatepur P.Talikoti là một làng thuộc tehsil Muddebihal, huyện Bijapur, bang Karnataka, Ấn Độ.